# ボビー・リッグス
ボビー・リッグス（Bobby Riggs, 1918年2月25日 - 1995年10月25日）は、アメリカ・カリフォルニア州ロサンゼルス出身の男子テニス選手。
フルネームは Robert Larimore Riggs （ロバート・ラリモア・リッグス）という。年代的には、1938年にテニス史上初の「年間グランドスラム」を達成したドン・バッジ（1915年 - 2000年）のすぐ後に位置している。リッグスの全盛期は、ちょうど第2次世界大戦のたけなわと重なっていたため、活動の舞台が（他の年代に活躍した選手に比べて）大幅に限られていた。彼はまた、1973年にマーガレット・コート夫人やビリー・ジーン・キング夫人と“The Battle Of The Sexes”（性別間の戦い）と銘打たれた「男女対抗試合」を繰り広げたことでも知られている。

## 来歴

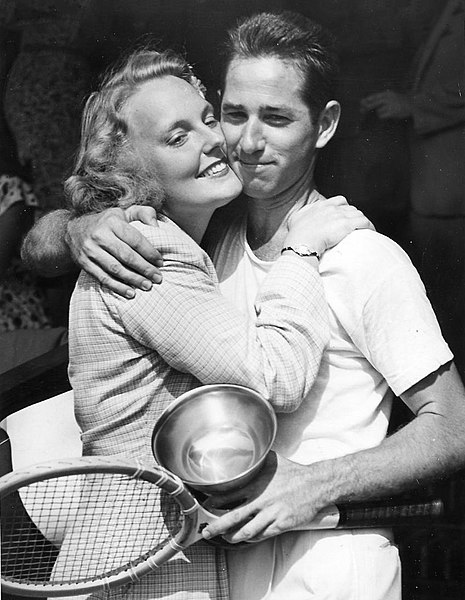
最初の妻、ケイ・フィッシャーと（1946年）

リッグスは12歳からテニスを始め、1936年から全米選手権に出場し始めた。1937年にはドン・バッジに次いでアメリカの国内ランキング2位に躍進し、2度目の全米選手権で第2シードに選ばれた。この大会ではゴットフリート・フォン・クラム（ドイツ）に準決勝で敗退したが、その勝ち上がりの過程で、4回戦で日本の中野文照を 3-6, 7-5, 6-3, 8-6 で退けたことがある。（リッグスと日本人男子選手の対戦は、中野に勝った1937年全米選手権4回戦の1試合しかない。）1938年にバッジはテニス史上初の「年間グランドスラム」を達成した後、プロテニス選手に転向した。ここから、アメリカの男子テニス界はリッグスの時代へ移る。
1939年、リッグスは生涯で唯一の出場となったウィンブルドン選手権で、男子シングルス・男子ダブルス・混合ダブルスの3冠を獲得する偉業（ハットトリック）を達成した。男子シングルス決勝でエルウッド・クックを 2-6, 8-6, 3-6, 6-3, 6-2 で破ると、男子ダブルスではそのクックとペアを組み、混合ダブルスではアリス・マーブルと組んで優勝した。（この大会では、女子のマーブルもハットトリックを達成した。）同年に全米選手権でも男子シングルス初優勝を飾る。第2次世界大戦の勃発により、ウィンブルドン選手権を含む他の4大大会は開催が中止されたが、全米選手権だけは戦時中でも続行された。1940年の全米選手権では、リッグスは男子シングルス決勝でドン・マクニールに敗れて2連覇を逃したが、アリス・マーブルとの混合ダブルスで優勝する。1941年全米選手権で、彼は2年ぶり2度目の男子シングルス優勝を果たした。リッグスのアマチュア選手としての経歴はこれで終わり、彼もこの後すぐにプロテニス選手となった。その後は「全米プロテニス選手権」（U.S. Pro Championships）などでドン・バッジらと試合を続けた。
1967年に国際テニス殿堂入り。それから6年後の1973年、55歳のボビー・リッグスは久々に表舞台に顔を出し、マーガレット・コート夫人やビリー・ジーン・キング夫人と「男女対抗試合」を行った。この時代はテニス界で「男女の賞金格差」が問題になり、女子選手たちの不満が高まっていた。リッグスはまずコート夫人に挑戦を申し入れ、5月13日の「母の日」に行われた試合ではリッグスが「世界一有名な母親」コート夫人に 6-2, 6-1 で勝った。この後、リッグスは「私は男女同権運動を代表するビリー・ジーン・キングと試合をしたい」と声高に叫び、キング夫人への挑戦を宣言する。4ヶ月後の9月20日、テキサス州ヒューストンで行われたキング夫人とリッグスの男女対抗試合は“The Battle Of The Sexes”（性別間の戦い）と銘打たれ、大々的な告知が行われた。試合会場には3万人を超える観客が集まり、テレビ中継でも大勢の人々が見守った。今度はキング夫人がリッグスに 6-4, 6-4, 6-3 のスコア（5セット・マッチのため、3セットのストレート勝ち）で勝利を収めた。この試合をきっかけに、興行としての「女子テニス」が発展し始める。
リッグスはキング夫人と「性別間の戦い」を繰り広げた1973年に、『Court Hustler』（テニスコートのペテン師）という題名の自伝を出版している。
ボビー・リッグスはその後静かな余生を送ったが、1988年に前立腺癌の診断を受ける。1995年10月25日、リッグスはカリフォルニア州ルカディアにて77歳の生涯を閉じた。（注：リッグスの死去の日付は「10月25日」であるが、文献による混乱も多い。訃報が10月27日・金曜日に発表されたことから、そのまま勘違いで掲載したウェブサイトもいくらか見受けられる。）

## 4大大会優勝
- ウィンブルドン選手権　1939年：男子シングルス・男子ダブルス・混合ダブルスの3部門を制覇　［唯一の出場］
- 全米選手権　男子シングルス：2勝（1939年・1941年）／混合ダブルス：1勝（1940年）

（全仏選手権男子シングルス準優勝：1939年）
| 年     | 大会                 | 対戦相手                 | 試合結果                |
| ------ | -------------------- | ------------------------ | ----------------------- |
| 1939年 | ウィンブルドン選手権 | エルウッド・クック       | 2-6, 8-6, 3-6, 6-3, 6-2 |
| 1939年 | 全米選手権           | ウェルビー・バン・ホーン | 6-4, 6-2, 6-4           |
| 1941年 | 全米選手権           | フランク・コバックス     | 5-7, 6-1, 6-3, 6-3      |

## 関連映像作品
- バトル・オブ・ザ・セクシーズ - 2017年公開の映画。スティーヴ・カレルがリッグスを演じた。
- When Billie Beat Bobby - 2001年にABCで放映されたテレビ映画。ロン・シルヴァーがリッグスを演じた。